# 黄丹华
黄丹华（1958年1月—），女，四川乐山人，中华人民共和国政治人物。成都中医学院医学系中医专业毕业，四川大学工商管理系企业管理专业在职研究生学历。

## 生平
1981年5月加入中国共产党。历任共青团成都市委副书记、四川省委副书记、书记、省青联主席，中共绵阳市委副书记，共青团中央书记处书记、全国青联副主席、常务副主席，国务院国有资产监督管理委员会纪委书记等职。2006年4月任国务院国有资产监督管理委员会副主任。2008年10月17日，中国工会十五大在北京开幕。同年10月19日，大会选举产生中华全国总工会第十五届执行委员会和经费审查委员会。10月20日，中华全国总工会第十五届执行委员会第一次全体会议选举他出任副主席。2018年1月，当选第十三届全国政协委员。